# تیم رباتیک ایران
تیم رباتیک ایران (معروف به  تیم FGC ایران یا تیم ایران) نماینده ایران از سال 2017 در FIRST Global Challenge «چالش جهانی فِرست»، یک مسابقه سالانه رباتیک به سبک المپیک است که توسط انجمن کمیته بین المللی فرست (IFCA) میان بیش از 190 کشور برگزار می شود.

## تاریخچه

### قبل از FIRST Global Challenge
تیم ایران که در سال 2013 تاسیس شده است، فعالیت رسمی خود را با ورود به المپیاد جهانی رباتیک (WRO) به عنوان نماینده ایران آغاز کرد. در طول مسابقات سال 2016 WRO، کمیتۀ برگزاری مسابقات فرست از این تیم دعوت به عمل آورد تا در FIRST Global Challenge شرکت کنند.

### در FIRST Global Challenge

#### سه فصل اول: یک شروع

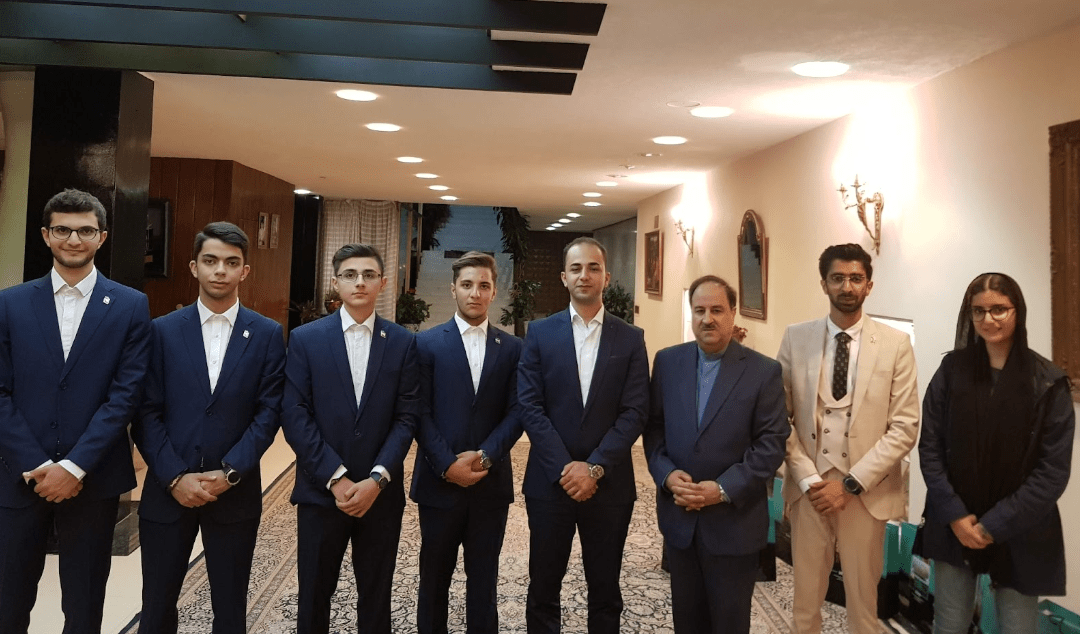
تیم ایران در مسابقات 2018 FIRST Global Challenge

تیم FGC ایران از سال 2017، به سرپرستی محمد مهدی سجادی و محمدرضا کرمی، در مسابقات FIRST Global Challenge به عنوان تیم ملی ایران  شرکت کرده اند . این تیم همچنین در مسابقات مکزیکو سیتی 2018  و پس از آن دبی 2019 حضور داشته است.

#### فصل های 2020 و 2021: صعود درهمه‌گیری کرونا
به دلیل شیوع و همه‌گیری COVID-19، فصل چهارم و پنجم FIRST Global Challenge در سال‌های 2020 و 2021 به صورت آنلاین برگزار شد.
تیم ایران با حضور 35 دانش آموز از سرتاسر کشور  در سال 2020 و در چهارمین دوره این رقابت‌ها، شرکت کرد؛ و با دو پروژه آینده‌نگرانه سیستم هوشمند مدیریت و صرفه جویی در مصرف آب و دستگاه ضدعفونی لباس و تجهیزات به جمع 20 تیم برتر راه یافت. همچنین، این تیم موفق شد به همراه 8 کشور دیگر به  دستاورد "جایزه مربی برجسته" دست یابد.
در سال 2021،  تیم ایران با ارائه سطل زباله هوشمند برای تولید کمپوست مقام دوم در بخش محیط زیست از قسمت «چالش بزرگ» مسابقات را دریافت کرد.

#### 2022: یک تیم با تجربه به دنبال دستاوردهای بیشتر
پس از موفقیت در مسابقات مجازی 2020 و 2021، تیم رباتیک ایران ششمین سال متوالی را با امید برای کسب پیروزی های بیشتر آغاز کرد. تیمی که متشکل از 22 دانش آموز، دو مربی و شش دستیار مربی از مناطق مختلف کشور با شعار "بیش از یک تیم رباتیک" بود، از تیرماه 1401 شروع به کار بر روی ایده های خود و توسعه آن‌ها برای چالش سال 2022 کرد.
مسابقات ژنو در سال 2022 یک موفقیت بزرگ برای تیم در طول ماجراجویی خود بود. با کسب چهار جایزه در آن فصل  ، از جمله یک مدال با ارزش نقره در بخش "طراحی مهندسی" و راه یابی به ۱۰ کشور برتر در مسابقات، 2022 بهترین سال برای تیم از نظر افتخارات تاکنون بوده است.

#### 2023: یک تیم با آرزو های بزرگ
پس از موفقیت بزرگی تیم رباتیک فرست گلوبال ایران در رقابت های سال 2022 ژنو کسب کرد، در سال 2023 راهی مسابقه فرست گلوبال 2023 سنگاپور شد و توانست در میان بیش از ۱۹۰ کشور شرکت کننده با افتخار روی سکو رود و جایزه منتخب داوران (judges award) را کسب کند.

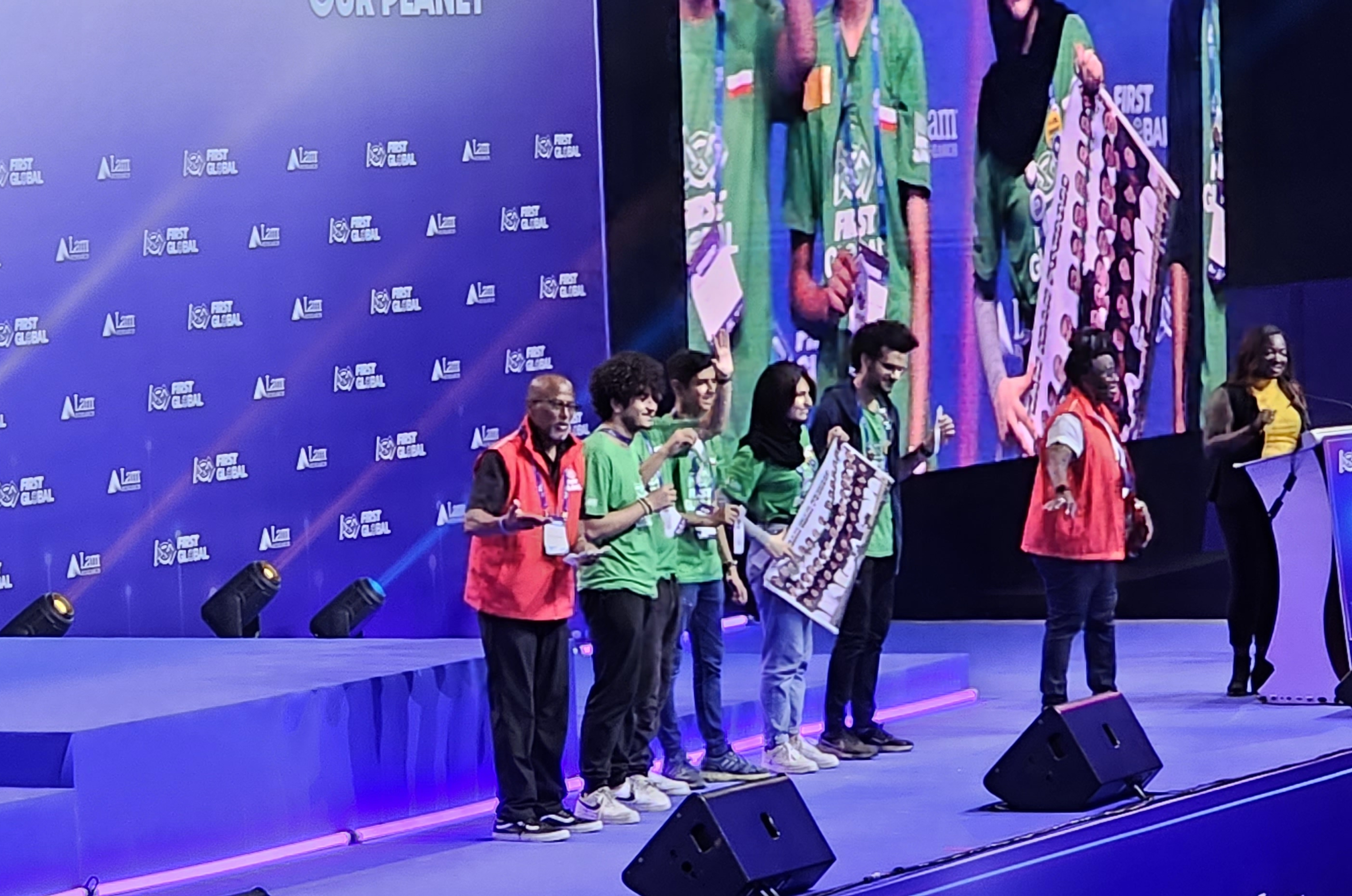
روی سکو پیروزی رفتن تیم رباتیک ایران در مسابقات فرست گلوبال 2023 سنگاپور

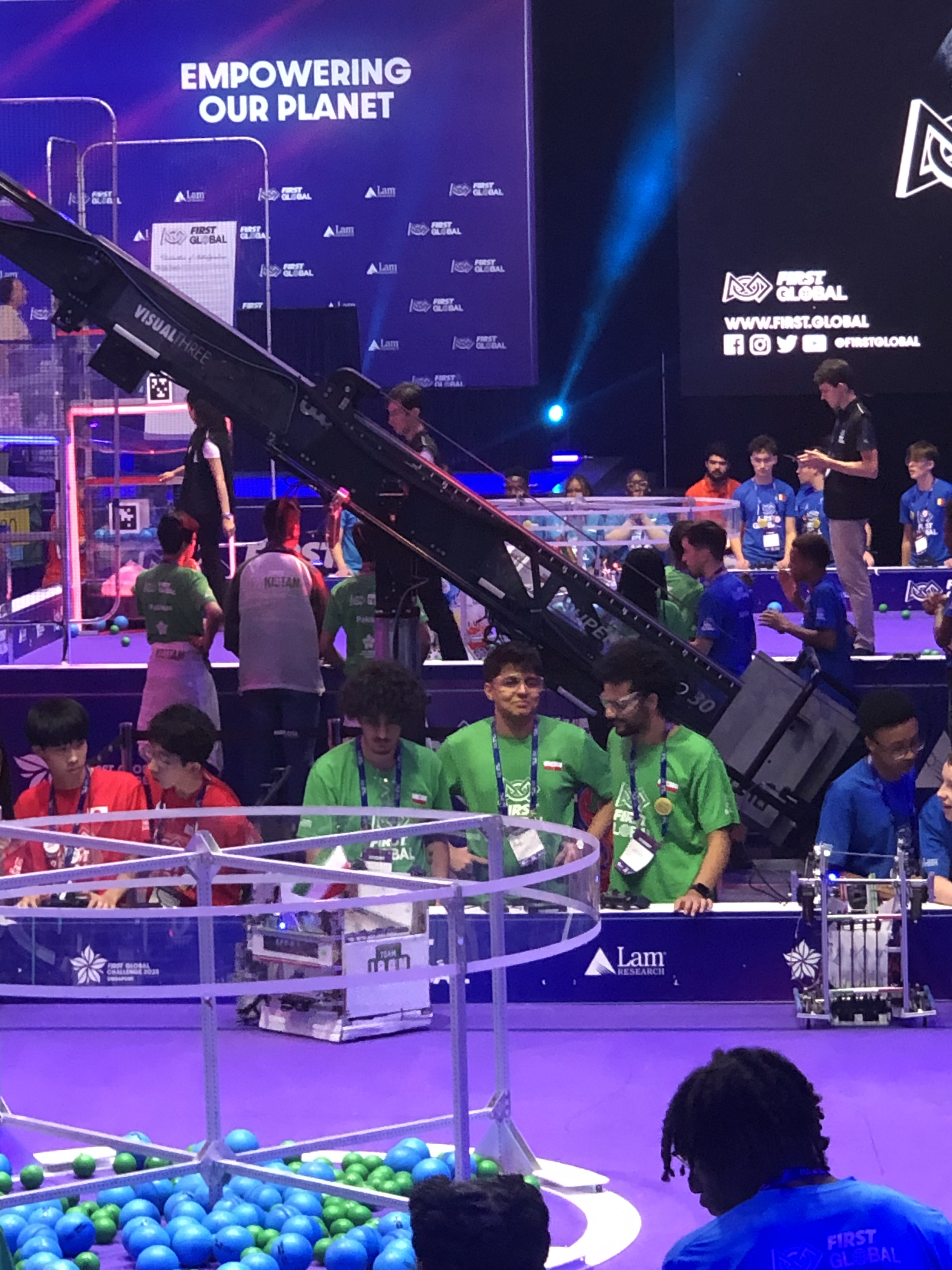
تیم رباتیک ایران در مسابقات فرست گلوبال سنگاپور 2023

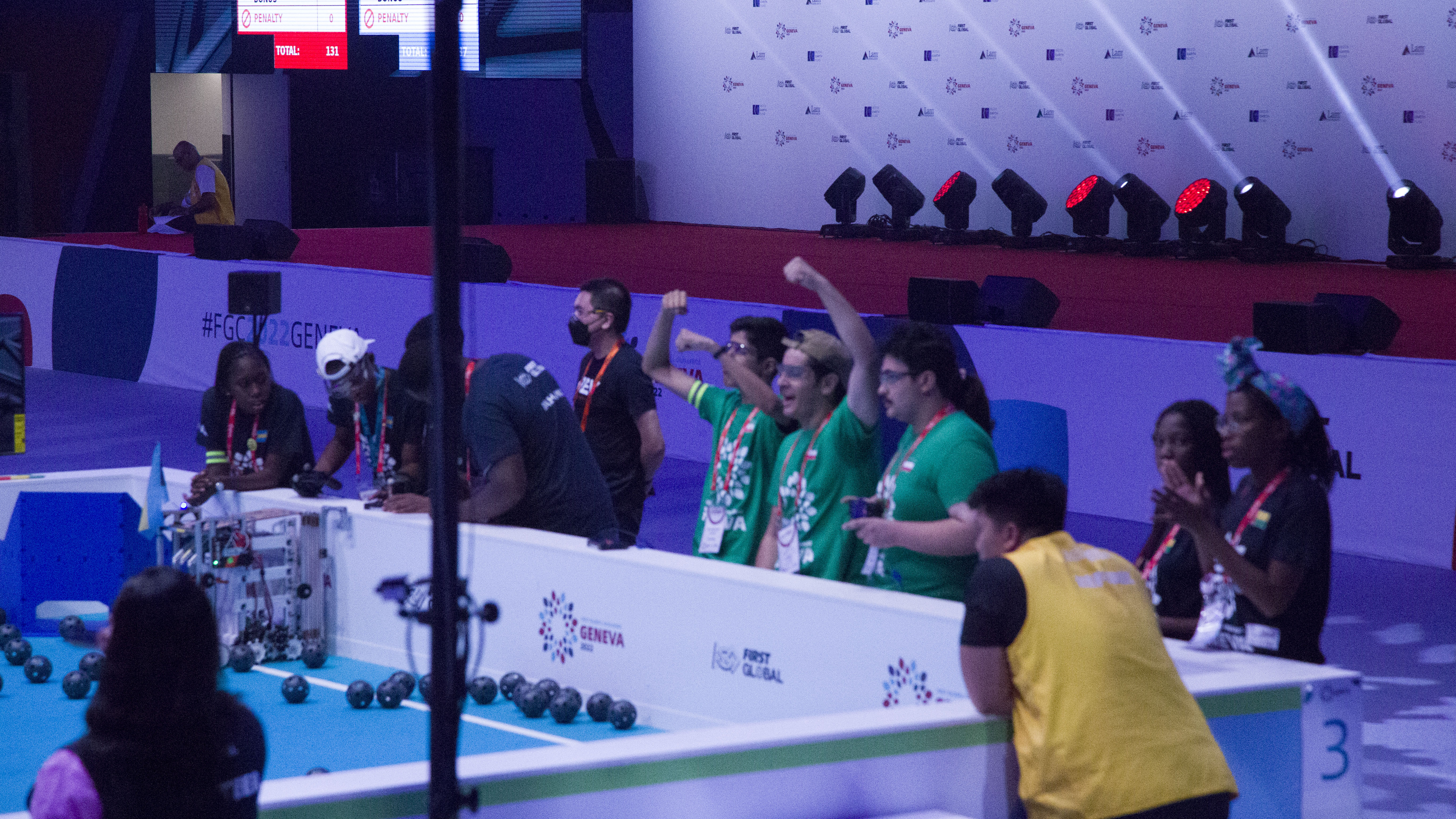
تیم ایران در مسابقات 2022

تیم ربایتک فرست گلوبال ایران در سال 2023 تشکیل شده از ۳۰ دانش آموز و بیش از ۱۵ مربی بود که این تیم با ۱۹ نفر از اعضا دانش آموز و ۲ مربی با حمایت مالی مردمی  و در صفحه رسمی فرست گلوبال ایران در سال 2023  حمایت خانم انوشه انصاری راهی مسابقات به کشور سنگاپور شدند. 

## لینک های خارجی
سایت رسمی تیم FGC ایران
صفحه رسمی تیم FGC ایران در سایت مسابقات فرست گلوبال سال ۲۰۲۳
صفحه رسمی دونیت و حمایت مالی مردمی و اسپانسر های تیم رباتیک ایران سال ۲۰۲۳ (پایین صفحه)